# Reichsdorf
Ein Reichsdorf war im Heiligen Römischen Reich ein reichsunmittelbarer Ort, der aber keine Reichsstandschaft besaß. Die Reichsdörfer wurden 1648 im Westfälischen Frieden neben den Reichsständen und der Reichsritterschaft formal anerkannt.

## Funktion und Geschichte
Reichsdörfer waren die Überreste der im 15. Jahrhundert aufgelösten alten Krongüter. Bewohner von Reichsdörfern waren keiner Leibeigenschaft unterworfen und mussten auch keine Frondienste leisten. Diese Rechte blieben auch bei den nicht selten vorkommenden Verpfändungen an lokale Fürsten stets gewahrt. Mit gewissen Einschränkungen übten die Reichsdörfer das Hoheitsrecht in Kirchen- und Schulangelegenheiten aus. Seit der Reformation besaßen sie ebenfalls die Religionsfreiheit. Reichsdörfer wählten ihre Schultheiße (Bürgermeister) und Richter, mit niederer, zum Teil auch hoher Gerichtsbarkeit, selbst und setzten Dorfordnungen fest. Sie zahlten nur Reichssteuern.
Im 14. Jahrhundert gab es mehr als 100 Reichsdörfer, deren Zahl nach und nach durch Verpfändung, Schenkung und Unterwerfung abnahm. Die 40 ehemaligen Reichsdörfer und Reichsweiler im Elsass verloren diese Rechte mit der Angliederung an das Königreich Frankreich zwischen 1633 und 1681.
Zum Ende des Heiligen Römischen Reiches (Reichsdeputationshauptschluss 1803) wurden die wenigen verbliebenen Reichsdörfer mediatisiert. Dies waren:
- Die Freien auf Leutkircher Heide (im Gebiet der heutigen Ortsteile Reichenhofen, Herlazhofen und Wuchzenhofen der Stadt Leutkirch im Allgäu)
- Die Taunus-Dörfer Sulzbach, Holzhausen (heute als Burgholzhausen Stadtteil von Friedrichsdorf) und Soden (heute: Bad Soden am Taunus)
- Die unterfränkischen Dörfer Gochsheim und Sennfeld bei Schweinfurt
- Das freie Reichstal Harmersbach

## Liste von Reichsdörfern

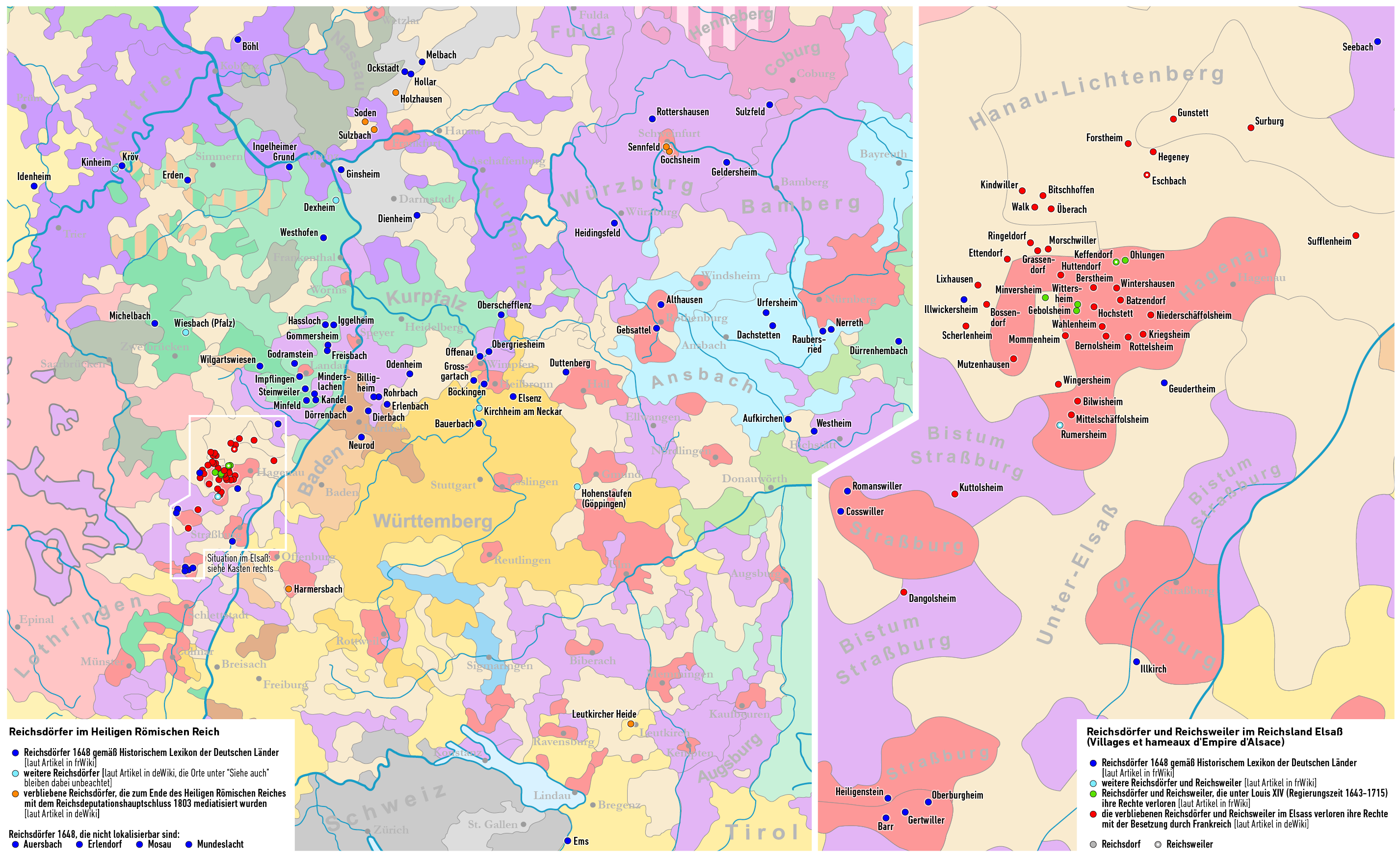
Lage der Reichsdörfer auf einer Karte des Heiligen Römischen Reiches im Jahr 1618

### Die 40 ehemaligen Reichsdörfer und -weiler im Elsass
Reichsdörfer
- Dangolsheim
- Grassendorf
- Gunstett
- Hegeney
- Hochstett
- Hüttendorf
- Kindweiler
- Kriegsheim
- Kuttolsheim
- Lixhausen
- Minversheim
- Mittelschäffolsheim
- Mommenheim
- Morschweiler
- Mutzenhausen
- Niederschäffolsheim
- Ohlungen
- Ringeldorf
- Rottelsheim
- Scherlenheim
- Sufflenheim
- Surburg
- Überach
- Wahlenheim
- Walk
- Wingersheim
- Wintershausen
- Wittersheim

Reichsweiler
- Gebolsheim (zu Wittersheim)
- Keffendorf (zu Ohlungen)
- Rumersheim (zu Berstett)

### Weitere Reichsdörfer
- Althausen (Tauberfranken)
- Birkweiler
- Bubenheim
- Daxweiler
- Dexheim
- Elsheim (heute: Stadecken-Elsheim)
- Freisbach
- Gebsattel
- Ginsheim
- Gochsheim (Unterfranken)
- Gommersheim
- Hohenstaufen (Göppingen)
- Horrheim
- Ingelheimer Grund
- Nieder-Ingelheim mit Sporkenheim
- Ober-Ingelheim
- Kinheim
- Kirchheim am Neckar
- Melbach
- Michelbach (Schmelz)
- Mühlhausen an der Enz
- Oberdachstetten (Mittelfranken)
- Ockstadt
- Pfändhausen (1730 als Reichsdorf erwähnt)
- Sauer-Schwabenheim (Schwabenheim an der Selz)
- Sennfeld Unterfranken
- Frei-Weinheim (heute zu Ingelheim)
- Groß-Winternheim (heute zu Ingelheim)
- Wackernheim